# Незнакомцы из ада
«Незнакомцы из ада» (кор. 타인은 지옥이다, дословно «Ад — это другие») — южнокорейская дорама в жанре психологического триллера 2019 года с Им Си Ваном и Ли Дон Уком в главных ролях. Основан на одноимённой серии вебтунов за авторством Ким Ён Кхи. Телесериал выходил в эфир с 31 августа по 6 октября 2019 года.
Название — отсылка к часто неверно интерпретируемой цитате Жан-Поля Сартра из книги «За закрытыми дверями».

## Сюжет
В сериале рассказывается история двадцатисемилетнего молодого человека Юн Чон У (Им Си Ван), который переезжает в Сеул для прохождения стажировки в компании. В поисках места для проживания он натыкается на «Эдем», зловещее дешёвое общежитие, и решает остаться там, так как у него недостаточно средств для съёма более комфортабельного жилья. Хотя он не в восторге от этого места и его ненормальных жителей, включая своего ближайшего соседа Со Мун Джо (Ли Дон Ук), Чон У решает перетерпеть это, пока не накопит достаточно денег, чтобы переехать. Однако в общежитии начинают происходить загадочные события, из-за чего Чон У начинает бояться местных обитателей.

## В ролях

### В главных ролях
- Им Си Ван в роли Юн Чон У, писателя, который приехал из сельской местности и занял комнату 303 в общежитии «Эдем» после того, как получил работу в новой компании, созданной его старым другом[5][6].
- Ли Дон Ук в роли Со Мун Джо, дантиста, который работает недалеко от общежития «Эдем» и живёт в комнате 304. Он производит впечатление дружелюбного и отзывчивого зубного врача, однако всё не так, как кажется[7][8].

### Второстепенные роли

#### Соседи по общежитию
- Ли Чжон Ын в роли Эом Бок Сун, хозяйки общежития «Эдем». Поначалу кажется дружелюбной, но скрывает очень тёмный секрет[9].
- Ли Хён Ук в роли Ю Ги Хёка, таинственного и «холодного» жителя, живущего в комнате 302[9].
- Пак Чон Хван в роли Бён Деук Чона/Бён Деук Су, братьев-близнецов, которые живут в комнатах 306 и 307 соответственно. Деук Чон умственно отсталый, а у Деук Су имеет более высокий интеллект[10].
- Ли Джун Ок в роли Хон Нам Бока, жителя комнаты 313, порно-наркомана[9].
- Хён Бон Сик в роли Ан Хи Чжуна, бандита, живущего в комнате 310. Он планировал покинуть общежитие и начать новую, лучшую жизнь[11].

#### Коллеги Юн Чон У
- Чха Рэ Хён в роли Шин Джэ Хо, выпускника того же университета, что закончил Чон У, а теперь босс последнего[12].
- Ким Хан Чон в роли Пак Бён Мина, непосредственного руководителя Чон У[13].
- О Хе Вон в роли Сон Ю Чжон, коллеги Чон У[14].
- Пак Чи Хан в роли Го Санг Мёна, начальника отдела компании, в которой трудится Чон У[15].

#### Другие
- Ан Ын Джин в роли Со Чон Хва, девушки-полицейской[16].
- Юн Сон Вон в роли Пак Су Хо, начальника патрульного подразделения.
- Ким Джи Ын в роли Мин Джи Ын, офисного работника и девушки Чон У[17].
- Сон Ук Кён в роли Ча Сон Рёля, детектива[18].
- Ли Сок в роли Джу Ю Чхоля, репортёра, работающего в ежедневной газете[19].
- Ха Сон Хэн в роли Со Джэ Хона, бывшего следователя и отца Чон Хва.
- Сын Ён Сун в роли бабушки Чон Хва.
- Но Чжон Хён в роли Кан Сок Юна, нового жителя общежития «Эдем» и друга Чон У[20].
- Сон Ю Хён в роли Хан Го Ын, начальницы Чжи Ын[21].

## Производство
Первое чтение сценария состоялось в апреле 2019 года в Сангам-донге, Сеул, Республика Корея.

## Саундтрек

### Часть 1
| №                   | Название                      | Текст песни         | Музыка              | Исполнитель         | Длительность |
| ------------------- | ----------------------------- | ------------------- | ------------------- | ------------------- | ------------ |
| 1.                  | «Strangers» (타인은 지옥이다) | Kim Ho-kyung        | 1601                | The Rose            | 3:28         |
| 2.                  | «Strangers» (Inst.)           |                     | 1601                |                     | 3:28         |
| Общая длительность: | Общая длительность:           | Общая длительность: | Общая длительность: | Общая длительность: | 6:56         |

### Часть 2
| №                   | Название               | Текст песни         | Музыка              | Исполнитель         | Длительность |
| ------------------- | ---------------------- | ------------------- | ------------------- | ------------------- | ------------ |
| 1.                  | «Room No. 303»         | Taibian             | Taibian Baaq        | The Vane            | 3:27         |
| 2.                  | «Room No. 303» (Inst.) |                     | Taibian Baaq        |                     | 3:27         |
| Общая длительность: | Общая длительность:    | Общая длительность: | Общая длительность: | Общая длительность: | 6:54         |

### Часть 3
| №                   | Название            | Текст песни         | Музыка              | Исполнитель         | Длительность |
| ------------------- | ------------------- | ------------------- | ------------------- | ------------------- | ------------ |
| 1.                  | «Blow Off»          | Yoari               | Space One Yoari     | Yoari               | 3:27         |
| 2.                  | «Blow Off» (Inst.)  |                     | Space One Yoari     |                     | 3:27         |
| Общая длительность: | Общая длительность: | Общая длительность: | Общая длительность: | Общая длительность: | 6:54         |

### Часть 4
| №                   | Название            | Текст песни         | Музыка              | Исполнитель         | Длительность |
| ------------------- | ------------------- | ------------------- | ------------------- | ------------------- | ------------ |
| 1.                  | «Ruin»              | Kim Ho-kyung        | 1601                | Isaac Hong          | 3:45         |
| 2.                  | «Ruin» (Inst.)      |                     | 1601                |                     | 3:45         |
| Общая длительность: | Общая длительность: | Общая длительность: | Общая длительность: | Общая длительность: | 7:30         |

## Рейтинги
| Эпизод | Премьерная дата  | Название                                     | Средняя доля аудитории (AGB Nielsen) | Средняя доля аудитории (AGB Nielsen) |
| Эпизод | Премьерная дата  | Название                                     | По стране                            | Сеул                                 |
| --- | ---------------- | -------------------------------------------- | ------------------------------------ | ------------------------------------ |
| 1 | 31 августа 2019  | Незнакомцы из ада (타인은 지옥이다)          | 3,763%                               | 4,645%                               |
| 2 | 1 сентября 2019  | Человеческая природа (인간 본능)             | 3,538%                               | 4,168%                               |
| 3 | 7 сентября 2019  | Тайный шёпот (은밀한 속삭임)                 | 3,191%                               | 4,158%                               |
| 4 | 8 сентября 2019  | Психическое расстройство (정신 착란)         | 3,082%                               | 3,501%                               |
| 5 | 21 сентября 2019 | Записная книжка Мальте (말테의 수기)         | 2,2%                                 | 2,436%                               |
| 6 | 22 сентября 2019 | Потерянный (로스트)                          | 3,400%                               | 3,790%                               |
| 7 | 28 сентября 2019 | Ужас подвала (지하실의 공포)                 | 1,964%                               | 2,410%                               |
| 8 | 29 сентября 2019 | Голоса, которые душат меня (옥죄는 목소리들) | 2,651%                               | 2,801%                               |
| 9 | 5 октября 2019   | Когнитивный диссонанс (인지 부조화)          | 2,355%                               | 2,603%                               |
| 10 | 6 октября 2019   | Гайзлайтинг (가스라이팅)                     | 3,908%                               | 4,509%                               |
| Средний | Средний          | Средний                                      | 3,005%                               | 3,502%                               |
| - В приведенной выше таблице синие числа представляют самые низкие оценки, а красные числа представляют самые высокие оценки. - Эта дорама транслируется по кабельному каналу/платному телевидению, у которого обычно относительно меньшая аудитория по сравнению с бесплатным телевидением/общественными вещательными компаниями (KBS, SBS, MBC и EBS). |                  |                                              |                                      |                                      |

## Награды и номинации
| Награда                      | Год  | Категория            | Номинант          | Результат | Источник |
| ---------------------------- | ---- | -------------------- | ----------------- | --------- | -------- |
| Cable TV Broadcasting Awards | 2020 | Главный приз (Дэсан) | Незнакомцы из ада | Победа    | [ 29 ]   |